# St. Galler Fest
Das St. Galler Fest ist ein Stadtfest in St. Gallen (Schweiz). Das Volkfest dauert ein Wochenende und findet jährlich im Sommer, meist im August, statt. Es zählt jeweils gegen 100'000 Besucher.

## Geschichte
Die Wurzeln des Grossereignisses gehen zurück bis in das Jahr 1969. Bisher fanden mehr als 20 Feste statt.

## Ablauf
Während des St. Galler Festes finden verschiedene Veranstaltungen statt, zum Beispiel der St. Galler Jass-Cup. Auf mehreren Bühnen finden musikalische Darbietungen aller Art statt. Auf dem kostenlos zugänglichen Festareal sind zudem über 180 Verpflegungs- und Warenstände aufgestellt.